# Кірасте
Кі́расте (ест. Kiraste küla) — село в Естонії, у волості Тистамаа повіту Пярнумаа.

## Населення
Чисельність населення на 31 грудня 2011 року становила 15 осіб.

## Географія
Через село проходить автошлях 131 (Каллі — Тистамаа — Вяраті).

## Пам'ятки природи
На схід від села лежить територія природного заповідника Нятсі-Вилла (Nätsi-Võlla looduskaitseala).